# Луна-44
«Луна-44» (англ. Moon 44) — фантастический фильм 1990 года режиссёра Роланда Эммериха. Слоган фильма: «Запрещено к показу в 2038 году».

## Сюжет
Будущее. К 2038 году природные ресурсы на Земле были исчерпаны. Транснациональные корпорации взяли под контроль всю Вселенную. В мире бушуют войны нового типа. Конкурирующие компании ведут ожесточённую борьбу за планеты, на которых добывается бесценное сырьё.
Три из четырёх планет горнодобывающей компании «Галактик Майнинг» (Galactic Mining corp.) захвачены конкурентами. Особенно чувствительна потеря дорогостоящих грузовых челноков. Чтобы уберечь последнюю планету («Луну-44»), совет директоров возрождает свёрнутую ранее программу ПВО. Сложнейшие метеоусловия и угроза нападения отпугивают профессиональных лётчиков, поэтому компания «нанимает» заключённых, в своё время имевших отношение к авиации. Диспетчеров готовят из молодёжи с богатым опытом компьютерных игр. Отношения между первыми и вторыми сразу же накаляются, что в конце концов приводит к трагедии.
Ещё одна проблема компании состоит в исчезновении грузовых кораблей. Официальная причина — ошибка компьютера, но один из новых диспетчеров сообщает, что челноки были похищены. Чтобы разобраться в этом, на планету под видом заключённого отправляют агента службы безопасности Феликса Стоуна. Он выясняет, что угоном кораблей занимается один из сотрудников, но догадывается, что за этим стоит начальник станции майор Ли.
Когда планету атакуют вражеские истребители, майор уводит корабли, не дожидаясь эвакуации экипажа. Сдерживая натиск врага, Стоун обнаруживает последний челнок. Один из заключённых и его диспетчер ценой своей жизни обеспечивают людям безопасный отход. Выжившие возвращаются на Землю.

## В ролях
- Майкл Паре — Феликс Стоун, агент службы безопасности под прикрытием
- Дин Девлин — Тайлер, диспетчер
- Брайан Томпсон — Джейк О’Нил, пилот-заключённый
- Лиза Айкхорн — Терри Морган, главный диспетчер
- Малкольм Макдауэлл — майор Ли, начальник станции
- Леон Риппи — сержант Сайкс, инструктор-надзиратель
- Стивен Джеффрис — Куки, диспетчер
- Мехмед Йилмаз — Марк, диспетчер
- Джон Марч — Мус Хаггерти, пилот-заключённый
- Йохен Никель — Скутер Бэйли, пилот-заключённый
- Роско Ли Браун — председатель совета директоров «Галактик Майнинг» (в титрах не указан)